# Яне, Гунар Вилисович
Гунар Вилисович Яне — советский хозяйственный и государственный деятель, лауреат Государственной премии СССР за выдающиеся достижения в труде.

## Биография
Родился в 1943 году в оккупированной Латвийской ССР. Член КПСС.
В 1957—1991 — прицепщик, механизатор, военнослужащий Советской армии, звеньевой механизированного звена по производству картофеля колхоза «Анце» Вентспилсского района Латвийской ССР.
За получение высоких и устойчивых урожаев овощей, картофеля, хлопка, винограда, фруктов, чая и бахчевых культур на основе умелого использования техники, улучшения организации работ, повышения культуры земледелия был в составе коллектива удостоен Государственной премии СССР за выдающиеся достижения в труде 1978 года.
Жил в Латвии.

## Награды
- Орден Октябрьской Революции
- Орден Трудового Красного Знамени
- Медаль «За трудовую доблесть»